# Rhipidocladum abregoense
Rhipidocladum abregoense är en gräsart som beskrevs av London~o och Lynn G. Clark. Rhipidocladum abregoense ingår i släktet Rhipidocladum och familjen gräs. Inga underarter finns listade i Catalogue of Life.